# Richard Schulze-Kossens
Richard Schulze-Kossens (2 de octubre de 1914 - 3 de julio de 1988, nacido "Richard Schulze") fue un miembro del Partido Nazi y comandante de las SS durante la era nazi. Antes y durante la II Guerra Mundial, sirvió como adjunto del ministro de exteriores Joachim von Ribbentrop. También sirvió en diferentes intervalos, como oficial de ordenanza y adjunto SS de Adolf Hitler y después comandó la División SS Nibelungen y la SS-Junkerschule Bad Tölz. Después del fin de la guerra en Europa, fue prisionero en un campo de internamiento estadounidense durante tres años y murió en 1988.

## Carrera
Richard Schulze nació en Spandau, Berlín. Un año después de graduarse en el gymnasium en 1934, el joven de 20 años Schulze ingresó en el Allgemeine SS y fue asignado al 6.SS-Standarte en Berlín. En noviembre de 1934 sirvió en la Leibstandarte SS Adolf Hitler (LSSAH), una unidad de la guardia de Adolf Hitler de las SS. Entre 1935 y 1937 realizó varios cursos de entrenamiento en la SS-Junkerschule Bad Tölz, en Jüterbog y Dachau. En mayo de 1937, Schulze pasó a ser miembro del Partido Nazi. Schulze sirvió como ayudante personal del Ministro de Exteriores Joachim von Ribbentrop desde abril de 1939 hasta junio de 1941. Schulze está retratado junto a Molotov, Ribbentrop, Stalin y el jefe de Estado Mayor Shaposnikov en la firma del Pacto Molotov-Ribbentrop de 23 de agosto de 1939.
Desde octubre de 1941 y después a intervalos, fue oficial de ordenanza de las SS y ayudante de Adolf Hitler. Mientras sirvió en estos papeles, Schulze también fue miembro del Führerbegleitkommando (FBK), que proporcionaba seguridad personal a Hitler. En diciembre de 1942, Hitler transfirió a algunas autoridades de mando del FBK a Schulze. Este fue puesto al cargo de la administración, guía de entrenamiento, disciplina, despliegue y transferencia de miembros de la unidad. Para 1944, fue promovido al rango de SS-Obersturmbannführer (teniente coronel). Se convirtió en comandante divisional de la 38.ª División SS Nibelungen en 1945. En ese tiempo, Schulze era el oficial comandante de la SS-Brigade Nibelungen y de la escuela de entrenamiento de cadetes SS de Bad Tölz.

## Vida posterior
Después del fin de la Segunda Guerra Mundial, Schulze cambió su nombre por el de "Richard Schulze-Kossens". Estuvo preso en un campo de internamiento estadounidense durante tres años. Tras ser liberado, trabajó como comercial y escribió varios libros.
Permaneció en contacto con un grupo de antiguos adjuntos, secretarios y otro personal que continuaban teniendo una visión favorable de Hitler tras el fin de la guerra. Schulze-Kossens murió de cáncer de pulmón el 3 de julio de 1988. Más de 100 antiguos miembros de las SS asistieron a su funeral, muchos de ellos con insignias de una asociación de veteranos de las SS, y el ataúd estuvo cubierto con tributos de antiguas unidades de las SS. Werner Grothmann y dos antiguos oficiales nazis brindaron elogios.